# Peugeot 2008
Peugeot 2008 — кросовер від французького виробника автомобілів Peugeot.

## Перше покоління (2013—2019)

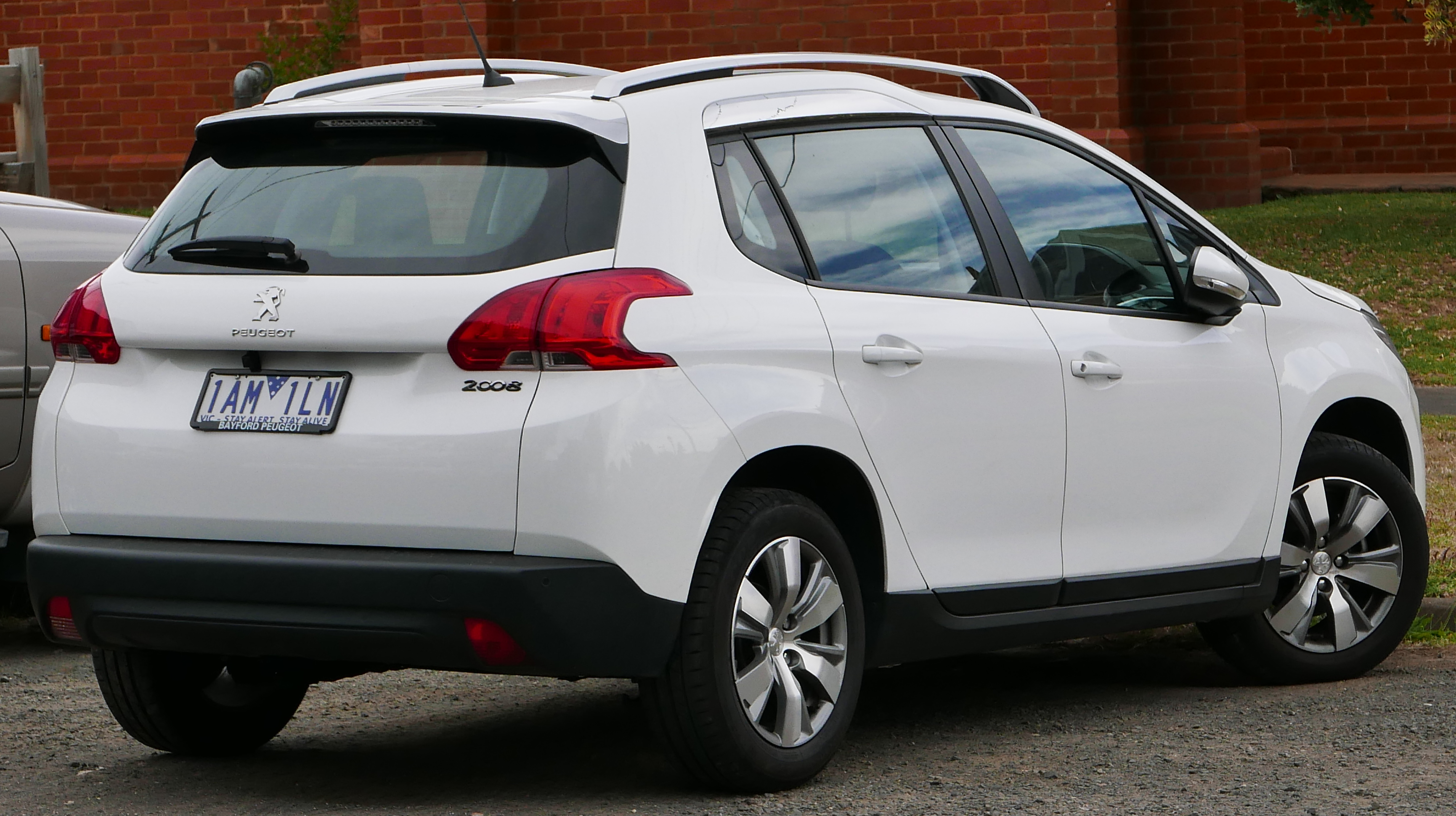
Peugeot 2008 (2013—2016)

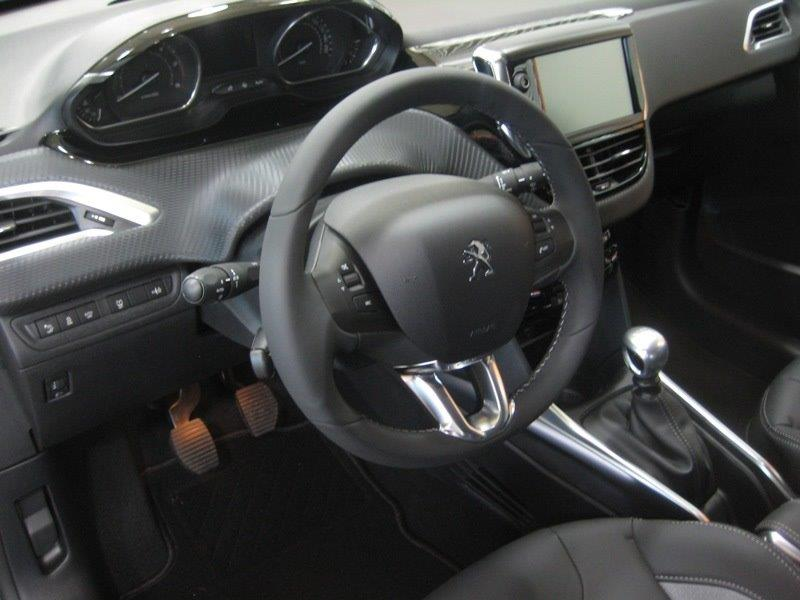
Peugeot 2008

Перші наміри випустити маленький кросовер компанія висловила в 2008 році, коли збиралася зробити його на базі Peugeot 207. У 2010 році на Паризькому автосалоні був показаний концепт-кар HR1, який, проте, був тридверним. Потім, на Шанхайському автосалоні 2011 року, був представлений п'ятидверний концепт кросовера SXC. На Пекінському автосалоні 2012 року був показаний прототип Urban Crossover, що став продовженням лінійки маленьких концепт-кросоверів. На Паризькому автосалоні 2012 року компанія представила концепт-кар під назвою 2008. Прем'єра серійної версії відбулась в березні 2013 року на Женевському автосалоні.
Peugeot 2008 побудований на платформі PF1, що й Peugeot 208 і розділяє з ним до 2/3 загальних деталей, таких як приладова панель, консоль, двигуни й деталі зовнішнього вигляду. Незважаючи на клас автомобіля, він не має повного приводу і має досить малий кліренс, замість них представлена антибуксувальна система Grip Control з режимами «бруд», «сніг», «пісок» і відключення ESP. Підвіска складається з передніх незалежних стійок McPherson і напівзалежною задньою конструкцією з балкою, що скручується.
Автомобіль має 3 комплектації: Access, Active і Allure. Peugeot 2008 також є наступником моделі 207 SW, оскільки 208-й не матиме версії універсал.
Конкурентами моделі є Ford EcoSport, Opel Mokka, Renault Captur i Renault Duster.

### Оновлення 2016 року

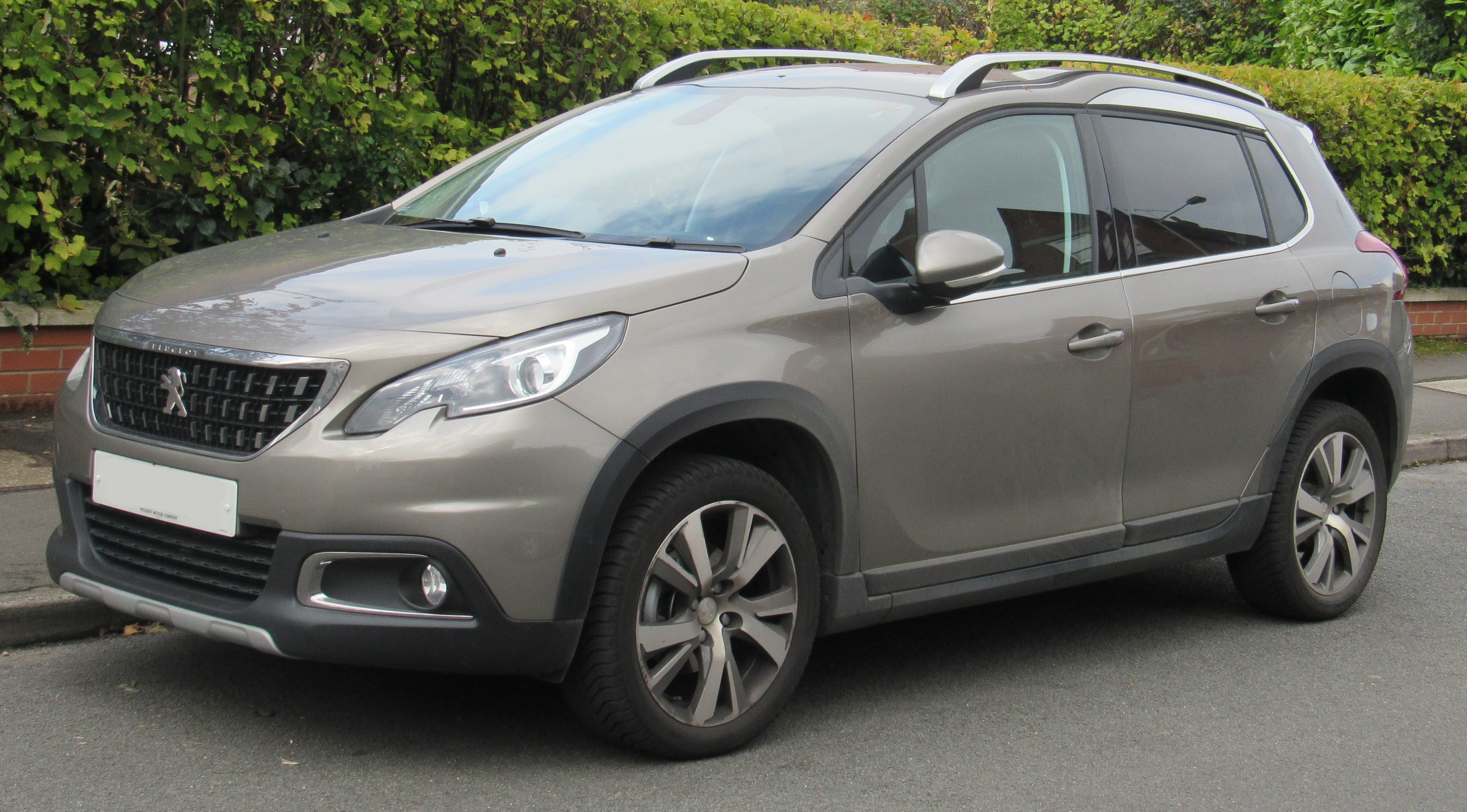
Peugeot 2008 (з 2016)

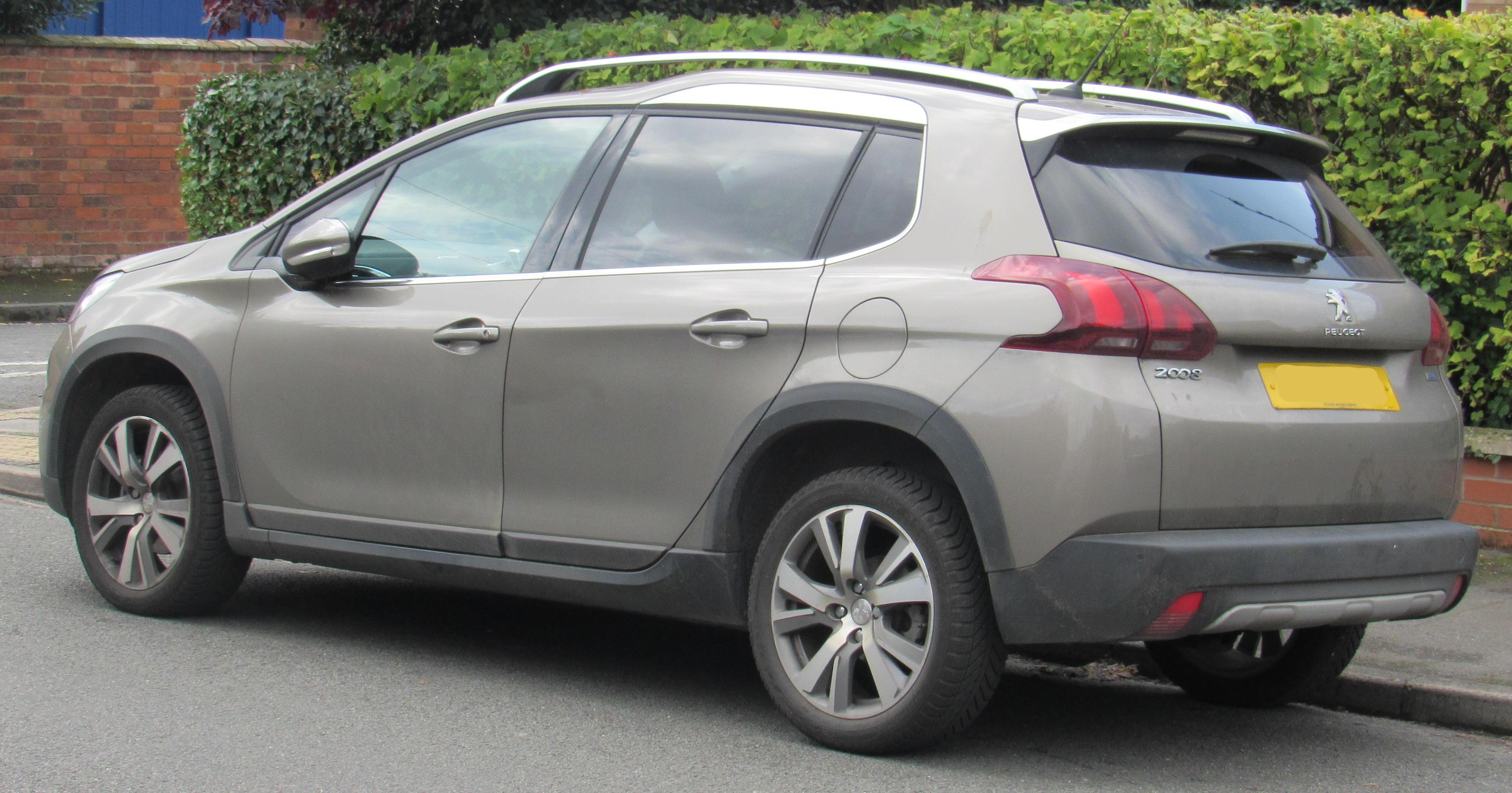
Peugeot 2008 (з 2016)

Компанія Peugeot оновила маленький кросовер 2008. Прем'єра відбудеться на Женевському автосалоні в березні 2016 року. Рестайлінгова модель отримала видозмінену радіаторну решітку, на котру перемістилась фірмова емблема у формі лева. Кросовер також отримав новий капот і модернізовані задні ліхтарі. Крім того, для Peugeot 2008 буде доступний стайлінг-пакет GT Line, який включає в себе 17-дюймові алюмінієві колісні диски, решітку радіатора чорного кольору, рейлінг та алюмінієві накладки на педалі. Кросовер отримав новий мультимедійний комплекс з системою MirrorLink та підтримкою інтерфейсу Apple CarPlay. Двигуни: 1.2-літровий бензиновий двигун потужністю 82, 110 та 130 к. с., та 1.6-літровий дизельний двигун потужністю 75, 100 та 120 к. с.
Об'єм багажника — від 350 до 1194 л.

### Двигуни
| Модель                         | Об'єм см³ | Циліндри/ Клапани | Потужність кВт (к. с.) при об/хв | Крутний момент Н·м при об/хв | Роки виробництва |           |           |
| Бензинові                      | Бензинові | Бензинові         | Бензинові                        | Бензинові                    | Бензинові        | Бензинові | Бензинові |
| ------------------------------ | --------- | ----------------- | -------------------------------- | ---------------------------- | ---------------- | --------- | --------- |
| 82 VTi/ 1.2 PureTech 82        | 1199      | 3/12              | 60 (82) / 5750                   | 118 / 2750                   | з 03/2013        |           |           |
| 1.2 PureTech 110               | 1199      | 3/12              | 81 (110) / 5500                  | 205 / 1500                   | з 03/2015        |           |           |
| 1.2 PureTech 130               | 1199      | 3/12              | 96 (130) / 5500                  | 230 / 1750                   | з 03/2015        |           |           |
| 120 VTi                        | 1587      | 4/16              | 88 (120) / 6000                  | 160 / 4250                   | 03/2013-03/2015  |           |           |
| 155 THP                        | 1587      | 4/16              | 115 (156) / 6000                 | 260 / 1750—4000              | з 03/2013        |           |           |
| Дизельні                       |           |                   |                                  |                              |                  |           |           |
| HDi FAP 68                     | 1398      | 4/16              | 50 (68) / 4000                   | 160 / 1750                   | з 03/2013        |           |           |
| e-HDi FAP 92 Stop & Start      | 1560      | 4/16              | 68 (92) / 4000                   | 230 / 1750                   | з 03/2013        |           |           |
| e-HDi FAP 92 EGS6 Stop & Start | 1560      | 4/16              | 68 (92) / 4000                   | 230 / 1750                   | з 03/2013        |           |           |
| 1.6 BlueHDi 99 (FAP)           | 1560      | 4/16              | 73 (99) / 3750                   | 254 / 1750                   | з 01/2015        |           |           |
| e-HDi FAP 115 Stop & Start     | 1560      | 4/16              | 84 (115) / 3600                  | 270 / 1750                   | 03/2013—01/2015  |           |           |
| 1.6 BlueHDi 120 (FAP)          | 1560      | 4/16              | 88 (120) / 3500                  | 300 / 1750                   | з 01/2015        |           |           |

### Безпека
Позашляховик Peugeot 2008 оснащений чималою кількістю елементів захисту та безпеки. Усі моделі постачаються з: контролем стабільності, передніми, бічними подушками безпеки та подушками завіси. Замки з блокуванням та іммобілайзери теж доступні для покупців усіх моделей. Система «Grip Control» (контроль зчеплення), яка доступна з найпотужнішими версіями двигунів, допомагає зберігати стабільність при пересуванні по звивистих дорогах.

## Друге покоління (з 2019)

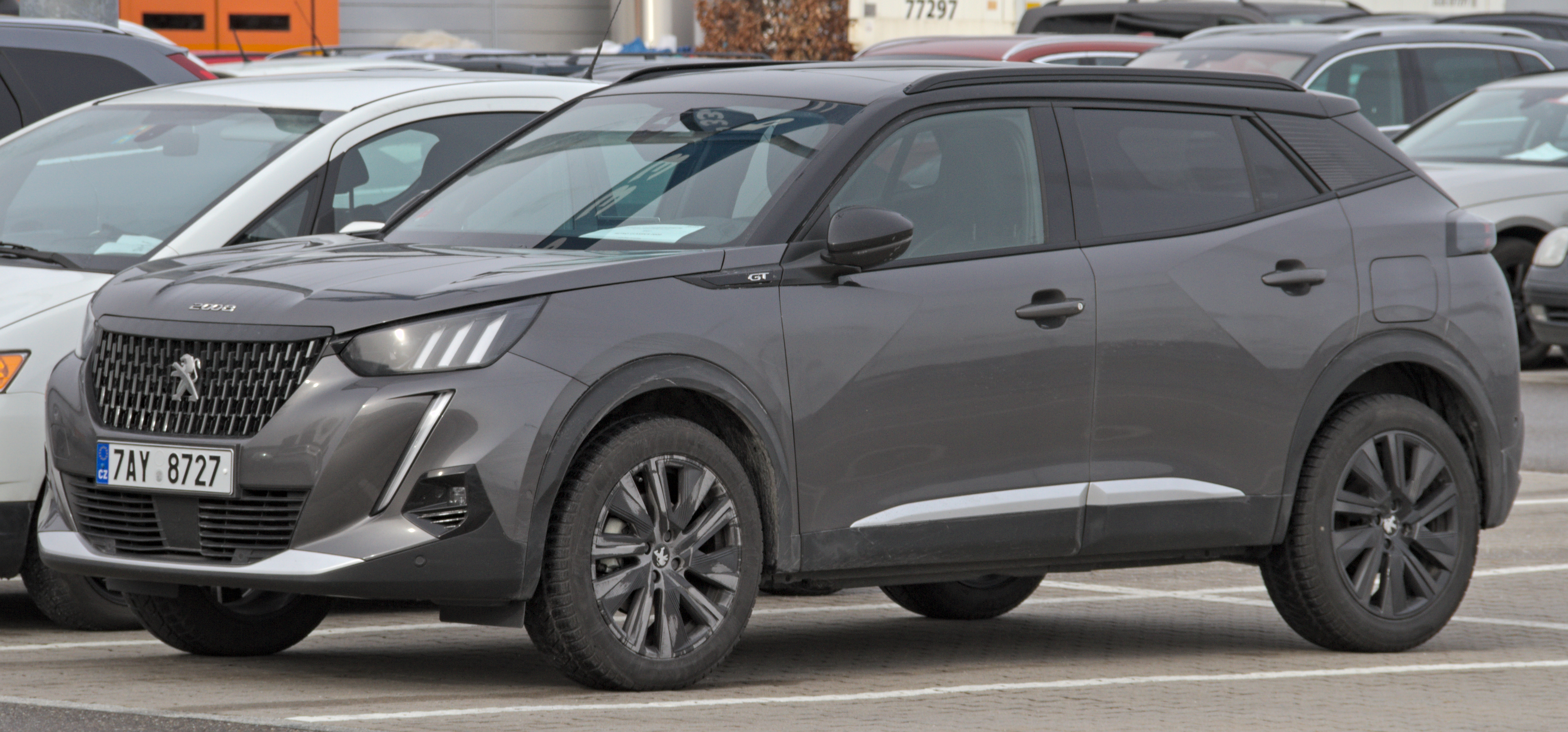
Peugeot 2008 ІІ (2019-2023)

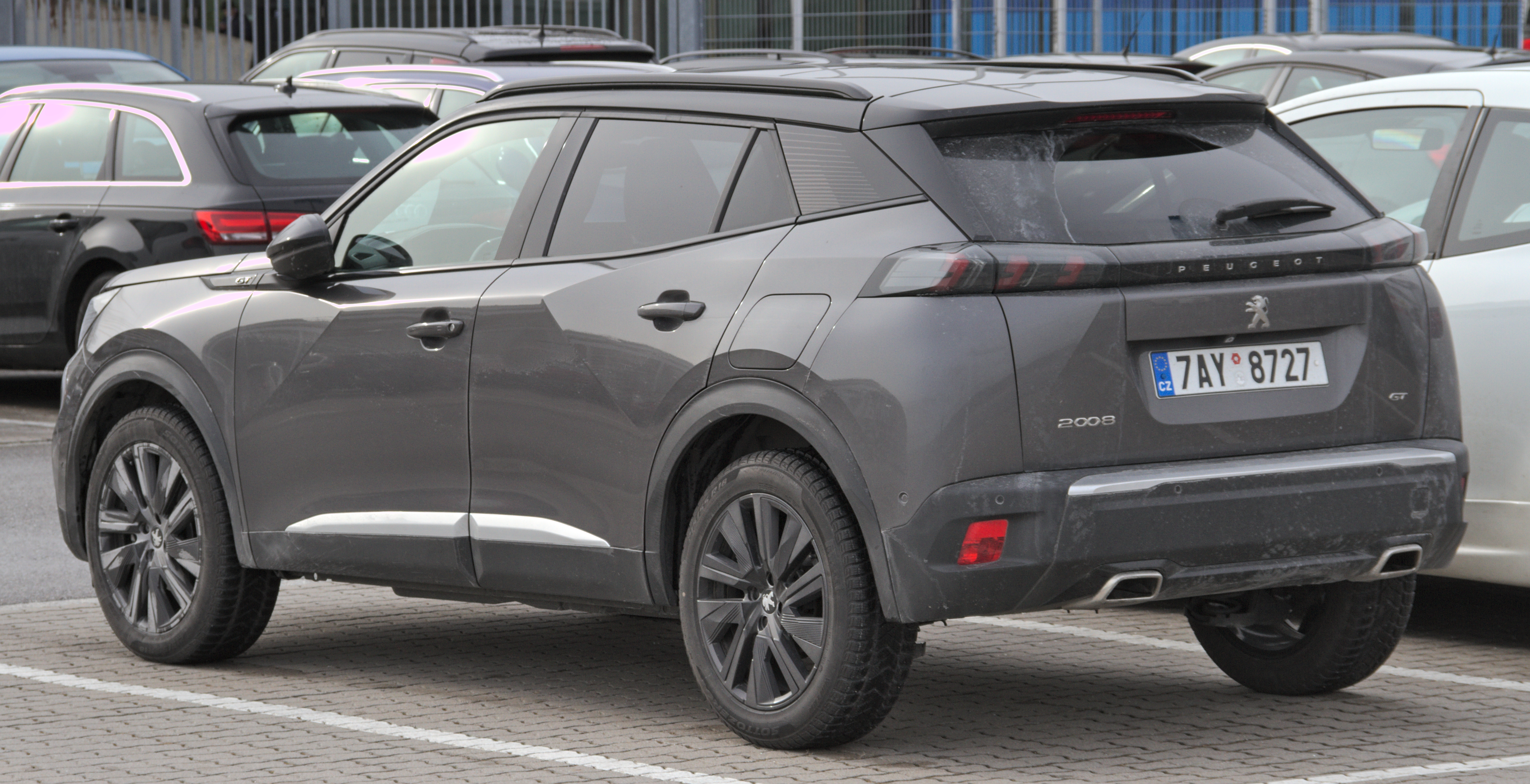

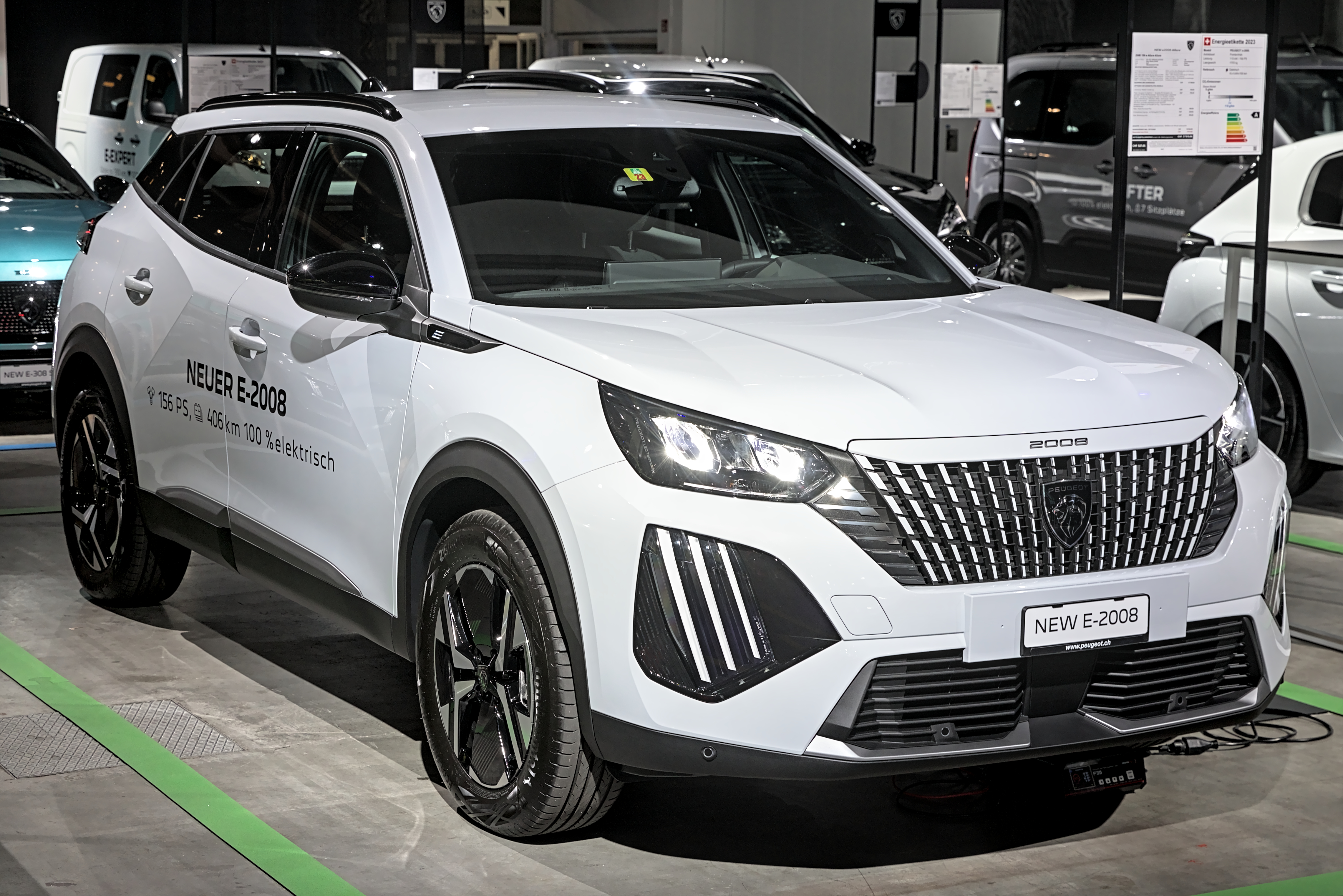
Peugeot 2008 (з 2023)

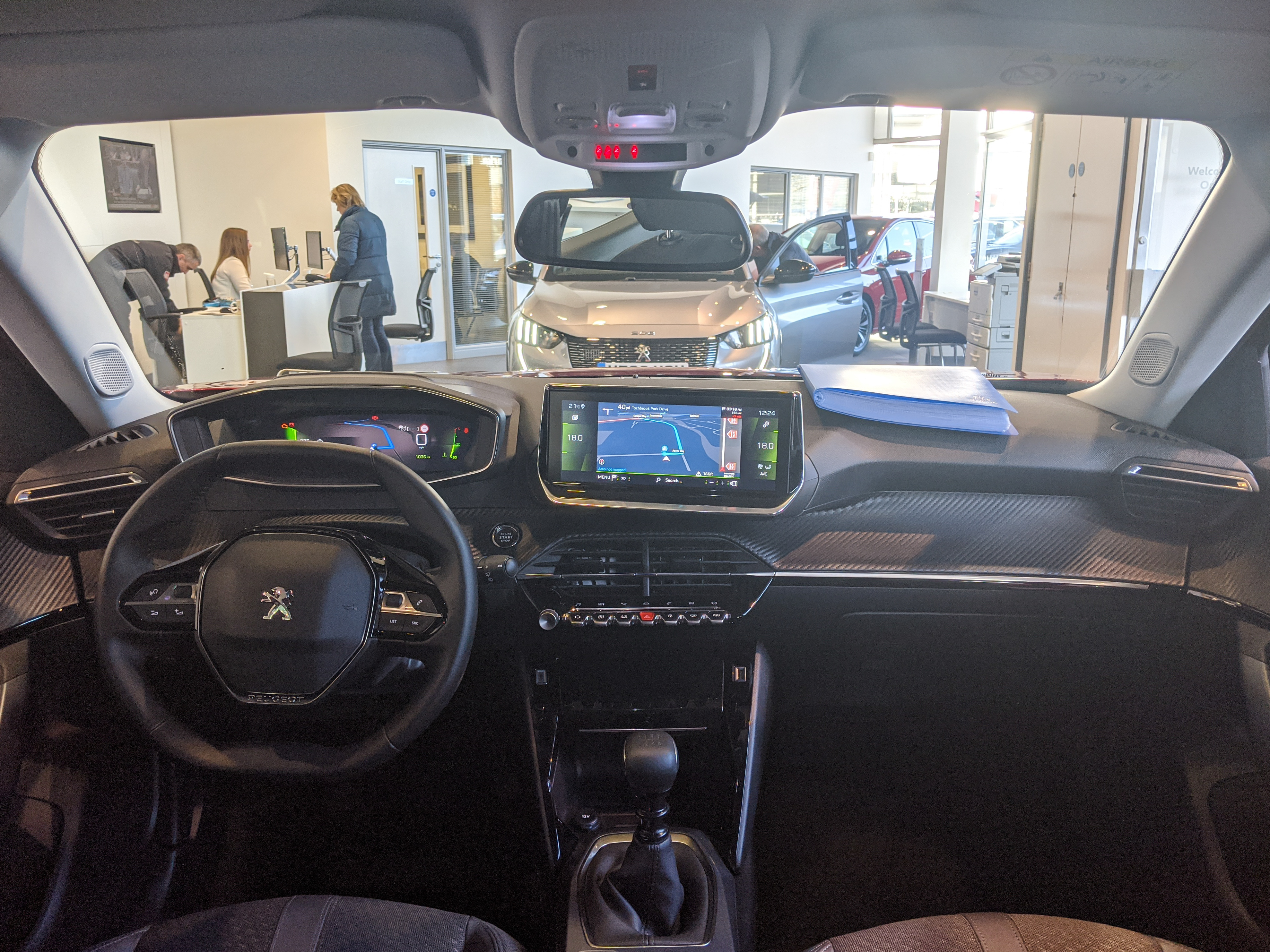

19 червня 2019 року Peugeot офіційно оголосив про друге покоління моделі. У продаж надійшов у кінці листопада 2019 року. Модель 2008 II покоління вироблятиметься у Віго в Іспанії та Ухані в Китаї.
Автомобіль збудовано на модульній платформі PSA CMP/e-CMPb (разом із DS3 Crossback та Opel Corsa F) і теж дебютував як електромобіль. Бензиновий кросовер отримав турбо 1.2 PureTech І3 в трьох варіантах: 100 к. с. і 205 Н·м, 130 к. с. і 230 Н·м, 155 к. с. і 240 Н·м. Турбодизель 1.5 BlueHDi доступний із віддачею 100 к. с. і 250 Н·м або 130 к. с. і 250 Н·м. Коробки передач — 6-ступенева МКПП і 8-діапазонна АКПП. Привід виключно передній.
В Україні пропонуються три комплектації оснащення моделі Active, Allure та GT Line.

### Peugeot e-2008
Ключові параметри електрокара Corsa-e: електромотор на 136 к. с. і 260 Н·м, розгін з 0 до 100 км/год за 8,1 с, батарея на 50 кВт·год і запас ходу 330 км по циклу WLTP.
Повна зарядка електрокара від домашньої розетки вимагає 16 годин, від настінного зарядника Wall Box — вісім годин (однофазний варіант на 7,4 кВт) або п'ять годин п'ятнадцять хвилин (трифазний на 11 кВт). Від публічної станції швидкої зарядки (до 100 кВт) акумулятор наповниться на 80 % за пів години.

### Двигуни
- 1.2 L PSA EB2 PureTech I3, 100 к. с., 205 Н·м
- 1.2 L PSA EB2DTS PureTech I3, 130 к. с., 230 Н·м
- 1.2 L PSA EB2ADTX PureTech I3, 155 к. с., 240 Н·м
- 1.5 L PSA DW5 BlueHDi diesel I4, 100 к. с., 250 Н·м
- 1.5 L PSA DW5 BlueHDi diesel I4, 130 к. с., 300 Н·м
- e-2008 electric, 136 к. с., 260 Н·м

## Спорт

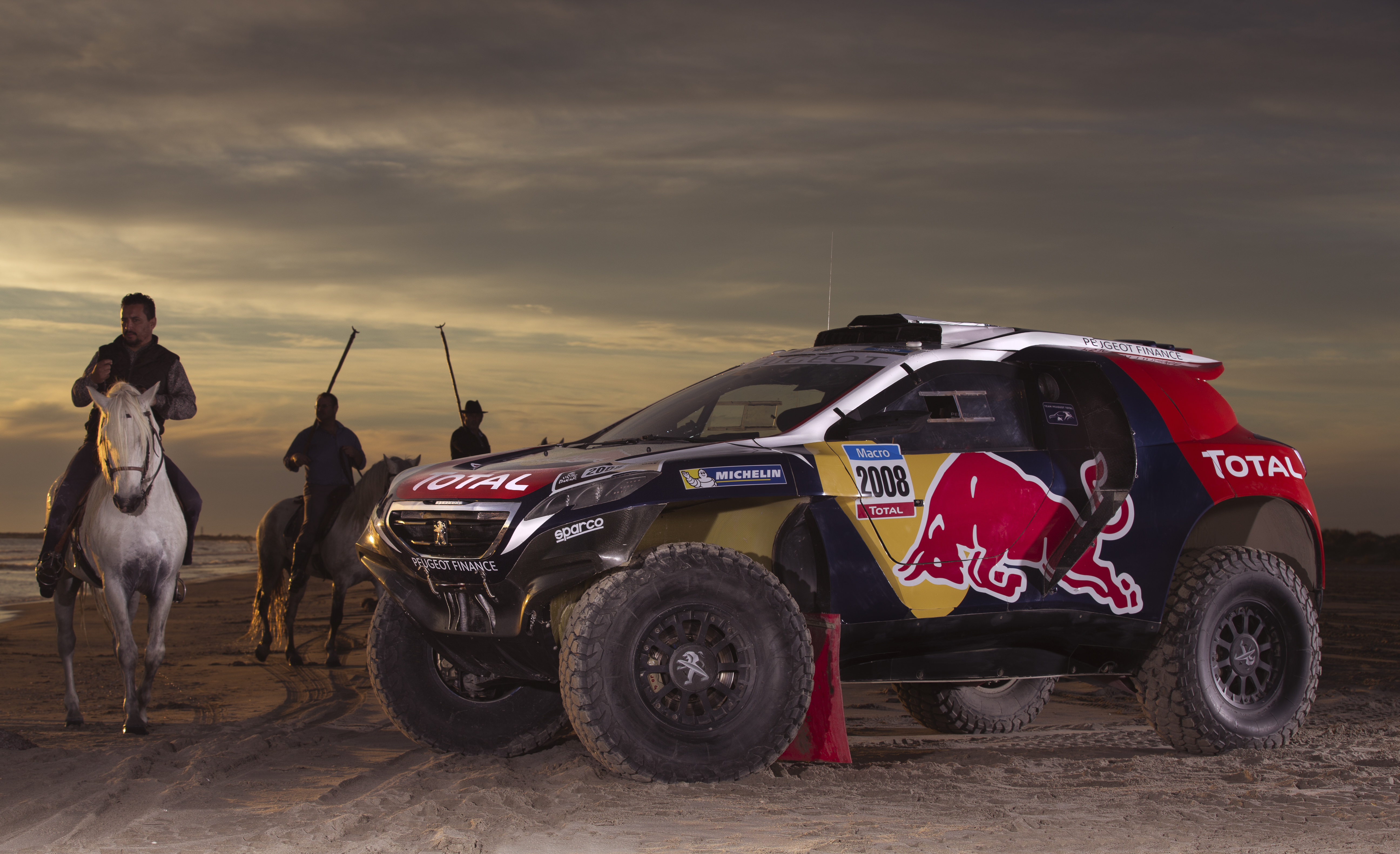
Peugeot 2008 DKR

### Peugeot 2008 DKR
Компанія Peugeot, переможець ралі Париж-Дакар з 1987 по 1990, у березні 2014 року оголосила про своє повернення в ралі-рейди. За кермом автомобіля Peugeot 2008 DKR на ралі Дакар 2015 будуть іспанець Карлос Сайнс і французи Сиріль Депре і Стефан Петерансель.

## Продажі
| Рік  | Європа  | Китай  |
| ---- | ------- | ------ |
| 2013 | 58 672  |        |
| 2014 | 135 541 | 44 977 |
| 2015 | 154 325 | 49 229 |
| 2016 | 175 079 | 31 831 |
| 2017 | 179 529 | 11 520 |
| 2018 | 177 486 | 3 417  |
| 2019 | 164 951 | 838    |